# Renata Stela Valente
Renata Stela Valente é uma pesquisadora brasileira na área de lexicologia, terminologia e tradução. Doutora em Lexicologia e Terminologia pela Universidade de Montreal, as suas pesquisas abordam principalmente a lexicologia explicativa e combinatória no tratamento das unidades lexicais especializadas, com ênfase em terminologia especializada. 

## Formação acadêmica
Renata Stela Valente é graduada em Tradução de Francês pela Universidade de Brasília (UnB). Além disso, ela cursou pós-graduação em Lexicografia e Terminologia no Instituto de Letras da UnB, onde desenvolveu um glossário sistêmico de eletrônica com equivalência em inglês.
Obteve seu doutorado na Universidade de Montreal, defendendo a tese intitulada "La lexicologie explicative et combinatoire' dans le traitement des unités lexicales spécialisées" em 2002. A sua pesquisa concentrou-se na análise de unidades lexicais especializadas, com foco no tratamento da terminologia nas áreas técnicas e científicas.

## Contribuições acadêmicas
Renata Stela Valente tem contribuições relevantes na área da lexicologia e terminologia, sendo autora de diversos artigos sobre o tema. Entre as suas publicações, destaca-se o artigo "Pode-se considerar o verbo uma unidade lexical especializada? Descrição de verbos especializados do português", publicado na revista Tradterm em 2000. 
Também participou do congresso Euralex 2004, apresentando o trabalho "Analyse du sens des lexies prédicatives: une étude dirigée à la terminologie".

## Pesquisa e Tese de Doutorado
Sua tese de doutorado, intitulada "La 'lexicologie explicative et combinatoire' dans le traitement des unités lexicales spécialisées", foi defendida na Université de Montreal em 2002. Ela abordou a análise das unidades lexicais especializadas, utilizando a metodologia da lexicologia explicativa e combinatória para tratar de verbos, adjetivos e outras classes de palavras na terminologia especializada. A tese está disponível no repositório online [Scholaris da Universidade de Montreal](https://umontreal.scholaris.ca/items/16ccdd87-7ea2-4c5a-94ec-c2a562ad70bf).

## Publicações selecionadas
- 2000: "Pode-se considerar o verbo uma unidade lexical especializada? Descrição de verbos especializados do português", Tradterm.
- 2004: "Analyse du sens des lexies prédicatives: une étude dirigée à la terminologie", Euralex 2004.

## Obras e Contribuições
Renata Stela Valente publicou diversos trabalhos significativos na área de lexicologia e terminologia. Entre suas principais contribuições, destaca-se a tese de doutorado intitulada "La 'lexicologie explicative et combinatoire' dans le traitement des unités lexicales spécialisées", defendida na Universidade de Montreal em 2002.
Além disso, ela desenvolveu um glossário sistêmico de eletrônica com equivalência em inglês, espanhol e francês.
Também é autora do artigo "Pode-se considerar o verbo uma unidade lexical especializada?", publicado na revista Tradterm.

### Tese
La 'lexicologie explicative et combinatoire' dans le traitement des unités lexicales spécialisées.